# Półfiret
Półfiret – justunek drobny stosowany w typografii (w zecerstwie i DTP).
W zecerstwie jego stopień jest równy stopniowi pisma, a szerokość połowie stopnia tego pisma.
W typografii cyfrowej półfiret ma numer unikodowy U+2002 EN SPACE.
Jego szerokość jest równa 1⁄2 firetu.